# Jakow Michailowitsch Jurowski

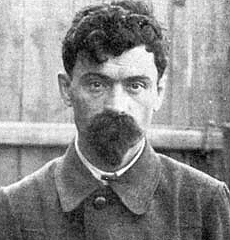
Jakow Jurowski im Jahr 1918

Jakow Michailowitsch Jurowski (russisch Я́ков Миха́йлович Юро́вский) (* 7. Junijul. / 19. Juni 1878greg. in Tomsk; † 2. August 1938 in Moskau), war ein Tschekist und sowjetischer Parteifunktionär. Er leitete die Ermordung der Zarenfamilie.

## Im Zarenreich
Jurowskis Großvater Itzka war Rabbiner in Poltawa, sein Vater Chaim wurde wegen Diebstahls nach Sibirien verbannt, wo er als Glaser arbeitete. Seine Mutter Ester Moishewna war Hausnäherin, er selbst das achte von zehn Kindern.
Jurowski wuchs in orthodox-jüdischem Umfeld auf und begann die Schule der Synagoge in Tomsk zu besuchen, deren erstes Jahr er aber nicht beendete. Er wurde daraufhin zu einem Uhrmacher gegeben und arbeitete in Tobolsk und Tomsk. 1904 emigrierten zwei Brüder in die USA, er selbst heiratete in der Synagoge Mane Jankelewoi (Kaganer) und zog nach Jekaterinburg. 1905 wurde er Mitglied der Sozialdemokraten, Bolschewik und Freund Swerdlows. Im selben Jahr zog er nach Berlin, wurde Lutheraner und änderte seinen Namen in Jakow Michailowitsch.
1907 nach Jekaterinograd zurückgekehrt, eröffnete er ein Uhrengeschäft. Wegen revolutionärer Umtriebe wurde er inhaftiert, zuerst nach Jekaterinburg verbracht und dann verbannt. An seinem Verbannungsort eröffnete er ein Fotoatelier. Im Ersten Weltkrieg zum medizinischen Assistenten ausgebildet, war er Sanitäter einer Kompanie – an der Front stand er nicht.

## In der Sowjetunion
1917 wurde er Deputierter eines Sowjet und mit der Oktoberrevolution ein Mitglied der bolschewistischen Militärabteilung von Jekaterinburg, Gerichtsvorsitzender der Ural-Region und deren Kommissar für Justiz sowie Mitglied des regionalen Tscheka der KPR (B).
Am 4. Juli 1918 wurde er Kommandant des Ipatjew-Hauses in Jekaterinburg, in dem die Zarenfamilie arretiert war, und sammelte am selben Tag deren Juwelen ein. Am folgenden Morgen listete er die Stücke unter Anwesenheit der Familie auf, versiegelte sie in einem Paket und beließ sie auf einem Schreibtisch. Den Romanows versicherte er, täglich das Siegel zu kontrollieren. In der Nacht vom 16. auf den 17. Juli wurde die Familie im Keller des Hauses umgebracht und am Folgetag soll Jurowski über die Täter einen kurzen Bericht an Swerdlow angefertigt haben.
Mit dem Rückzug der Roten Armee räumte auch Jurowski den Ort, den die Weißgardisten am 25. Juli eroberten. Auf Weisung Koltschaks wurde eine Untersuchung vorgenommen und publiziert. Einer der drei beteiligten russischen Soldaten äußerte sich dabei zum Hergang. Jurowski wurde unterdessen am 1. August 1918 Kommissar der Tscheka in Moskau. Als solcher war er zusammen mit Swerdlow an der Vernehmung der (mutmaßlichen) Lenin-Attentäterin Fanny Kaplan beteiligt.
Ab November 1918 ernannte man Jurowski zum Organisator und Verwalter der Oblast Moskau und zum Mitglied des Tscheka-Komitees der Hauptstadt. Im Juni 1919 kehrte er als Tscheka-Vorsitzender zuerst des Bezirkes Wiatka in den Ural und nach der Rückeroberung durch die Roten in gleicher Funktion nach Jekaterinburg zurück.
Am 20. Juli 1920 ließ Jurowski ein Magengeschwür in Moskau behandeln. Den Besuch in der Hauptstadt nutzte er am nächsten Tag, um die der Familie Romanow nach ihrer Erschießung zwei Jahre zuvor gestohlenen Juwelen dem Kommandanten des Kreml auszuhändigen.
Jurowski blieb in Moskau, wurde Verwaltungsdirektor in der Arbeiter- und Bauerninspektion, der sozialistischen Kontrollstelle, deren Kommissar zu dieser Zeit Stalin war, und leitete verschiedene Wirtschaftsunternehmungen. 1928 war er zuerst in der Geschäftsleitung, dann Direktor des Staatlichen Polytechnischen Museums. 1933 wurde er gesundheitsbedingt in den Ruhestand entlassen. Das Ende seines Lebens verbrachte Jurowski im Kremlhospital. Dort starb er 1938 am Durchbruch eines Magengeschwüres.
Jurowski hatte drei Kinder:
- Rimma (Rebekka) Jakowlewna Jurowskaja (1898–1980): erlangte Bekanntheit durch die Organisierung von Abrissen Orthodoxer Kirchen, 1938–48 inhaftiert in Karaganda;
- Alexander Jakowlewitsch Jurowski (1904–1986): Marineadmiral, 1952/53 in der Butyrka inhaftiert, mit Stalins Tod entlassen und in den Ruhestand versetzt;
- Eugen Jakowlewitsch Jurowski (1909–1991): Oberstleutnant der Marine; besaß aus dem Nachlass seines Vaters ein privates Protokoll über die Umstände des Zarenmordes.

Das Ipatjew-Haus selbst entwickelte sich in den 1970er Jahren zur unerwünschten Gedenkstätte von Nationalisten und wurde 1977 auf Anordnung von KP-Gebietssekretär Boris Jelzin abgerissen.